# Bandera de Piauí
La bandera de Piauí es uno de los símbolos oficiales del Estado de Piauí, una unidad federal de Brasil. Fue adoptada oficialmente por la ley Nº 1050, promulgada el 24 de julio de 1922 y posteriormente modificada por la ley ordinaria Nº 5507, del 17 de noviembre de 2005. La banda gubernamental de Piauí es confeccionada en los colores de la bandera y el escudo de armas del estado.
Su diseño consiste en un rectángulo de anchura-longitud de 7:3, dividido en trece franjas horizontales de igual anchura en verde y amarillo intercaladas. En la parte superior derecha hay un cantón con una anchura igual a la anchura de cinco líneas horizontales en azul sobre una estrella blanca en el centro. Debajo de la estrella blanca está escrita en letras blancas la inscripción: "13 DE MARÇO DE 1823" (en español:"13 de marzo de 1823").

## Colores
Los colores utilizados en la bandera (verde, amarillo, azul y blanco) no tienen sus matices especificados en la ley. Sin embargo, el manual de identidad visual del gobierno del estado de Piauí especifica los siguientes colores para la confección de marca de gobierno (que cuenta con una versión estilizada de la bandera).
| Color | Nombre   | CMYK        | sRGB        | Hexadecimal | Pantone                          |
| ----- | -------- | ----------- | ----------- | ----------- | -------------------------------- |
|       | Azul     | 100/0/70/0  | 11/16/151   | 0B1097      | 294C (brillo), 288M (escarchado) |
|       | Verde    | 70/0/100/10 | 86/161/52   | 56A134      | 362C (brillo), 369M (escarchado) |
|       | Amarillo | 15/100/0/0  | 255/213/0   | FFD500      | 108C (brillo), 109M (escarchado) |
|       | Blanco   | 0/0/0/0     | 255/255/255 | FFFFFF      |                                  |

## Simbolismo
Los principales colores de la bandera son los mismos de la bandera de Brasil y son una representación de la integración del estado con Brasil, separadamente cada color tiene un significado específico:
- El amarillo representa la riqueza mineral;

- El verde la esperanza.

Además de los colores, otros elementos presentes en la bandera también representan:
- La estrella se refiere a Antares, que en la bandera nacional simboliza el estado de Piauí;

- La inscripción dentro del rectángulo azul "13 DE MARÇO DE 1823", fue introducida en la alteración de 2005, que fue el día de la batalla de Jenipapo.

## Banderas históricas

Bandera de la provincia de Piauí y de Estado de Piauí hasta 1900.
Bandera de Piauí desde 1900 hasta 1922.
Antigua bandera de Piauí, utilizada entre el 24 de julio de 1922 a 1937 y 1946 a 2005.
Reverso de la bandera de Piauí.